# Lupo Quiñónez
Lupo Senén Quiñónez Cheme (Muisne, 12 febbraio 1957) è un ex calciatore ecuadoriano, di ruolo attaccante.

## Carriera

### Club
Ha sempre giocato nel campionato ecuadoriano.

### Nazionale
Con la maglia della nazionale ecuadoriana ha partecipato alla Copa América nel 1983 e nel 1987.

## Palmarès

### Club

#### Competizioni nazionali
- Campionato ecuadoriano: 3

Emelec: 1979
Barcelona SC: 1985, 1987